# Alba (Pontevedra)
Alba es una parroquia rural del municipio de Pontevedra, en la provincia homónima, en España.

## Geografía humana

### Demografía
| Gráfica de evolución demográfica de Alba entre 1842 y 1860 |
| |
| Población de derecho según los censos de población del INE Población de hecho según los censos de población del INEEntre el censo de 1877 y el anterior, este municipio desaparece porque se agrupa en el municipio 36038 (Pontevedra) |

Situada al norte de la ciudad, la parroquia de Alba linda con las parroquias de Campañó, Cerponzones y Lérez con las que constituyó ayuntamiento hasta el año 1868.
Según los datos da la INE en 2000 esta parroquia contaba con 825 habitantes.

### Aldeas
- A Devesa
- Guxilde
- Lampreeira
- Pontecabras
- Reariz
- San Caetano
- Touceda

## Lugares de interés
En esta parroquia es destacable, por su importancia ecológica y paisajística, la junquera de Alba. En la zona norte se aprecian bosques de riberas y prados, sobre todo en toda la desembocadura del río Rons.
En Alba se descubrió un miliario dedicado al emperador Caracalla, muestra del evidente paso de la vía romana número XIX por esta parroquia.
Como zona por la que pasa el camino portugués, el lugar es conocido con el nombre de Guxilde. Albergó gran cantidad de peregrinos, de los cuales una de los más destacadas fue la reina de Portugal, Doña Isabel, quien en el año 1325 peregrinaba a Santiago para orar por su difunto marido.
Alba acoge numerosos cruceros, y mismo uno de ellos fue fuente de inspiraciones para el ilustre Castelao en la realización de su obra Las cruces de piedra en Galicia y Bretaña.
Conviene visitar la iglesia parroquial de Santa María, de estilo neoclásico-barroco y consagrada por Don Diego Gelmírez, que a primeros del siglo XII adquirió la propiedad del templo, reconstruyéndolo y convirtiéndolo en diócesis.
Otras construcciones religiosas que se pueden admirar son la capilla de San Caetano, del siglo XVIII y la capilla de Devesa, del siglo XIX.
La fiesta patronal se celebra el día 15 de agosto (Santa María) y también es la fiesta del Santísimo el segundo domingo después del Corpus Christi.